# Рудник Маунт-Морган (Вестралія)
Рудник Маунт-Морган (Вестралія) – гірничодобувний майданчик на заході Австралії. На першому етапі існування був також відомий як Вестралія.
Золоторудне родовище Вестралія виявили у 1896 році, а вже у 1898-му його розробку почала компанія Westralia Mount Morgans Company. Роботи вели підземним способом, при цьому глибина головної шахти досягнула 107 метрів. До 1904 року вилучили 60 тисяч тонн багатої руди і діяльність компанії була вельми прибутковою. Далі через вичерпання головної жили почались економічні проблеми і вже у 1910-му рудник зупинили. В 1913-му роботи змогли відновити, проте у 1916-му копальня знову зупинилась. Інше джерело повідомляє, що станом на 1952 рік накопичений видобуток копальні становив 10,2 тонни при середньому вмісті золота в руді 15 грамм на тонну.
У 1988-му рудник відновив свою діяльність та вів її по 1997 рік, що дало змогу вилучити 28,5 тонни золота при його середньому вмісті в руді 3,2 грама на тонну. У цей період копальня охопила:
- головний кар’єр на рудному тілі Вестралія, що був відпрацьований до глибини у 140 метрів. Крім того, дещо більше за 2 тонни золота вилучили за допомогою підземних робіт з більш глибокої частини покладу;
- кар’єри Дженні та Джоанна на рудному тілі Юпітер, яке відпрацювали у 1994 – 1996 роках на глибину до 140 метрів із вилученням 4,7 тонни золота;
- рудне тіло Трансвааль, на якому існував як кар’єр, так і підземні виробітки з доступом через портал в кар’єрі. Звідси отримали 5,9 тонни золота.
Відомо, що розробкою наприкінці XX століття опікувалась компанія Plutonic Resources, а копальня мала власну фабрику з вилучення золота.
Протягом наступного десятиліття рудник кілька раз переходив від однієї компанії до іншої, допоки в 2009-му його не придбала Range River Gold. Вона відновила роботи та ввела в розробку рудні тіла Зе-Крейк (The Craic) і Трансвааль, при цьому руду відправляли на фабрику з вилучення золота копальні Гранні-Сміт. Втім, вже у 2011-му Range River Gold потрапила у скрутне фінансове становище і розробка зупинилась.
В 2012-му права на Маунт-Морган викупила у тимчасової адміністрації компанія Dacian Gold Limited. В 2017-му рудник відновив роботу, при цьому є відомості, що початок комерційного видобутку припав на січень 2019-го. На цей раз проект розробки включав такі об’єкти, як:
- підземний рудник на рудному тілі Вестралія, яке мали відпрацювати за допомогою транспортних ухилів Берсфорд-Норз, Бересфорд-Соуз та Алансон (останній мав досягнути глибини у 540 метрів). В 2018-му всі три ухили вже розпочали свою роботу;
- комплекс витягнутих на 1,8 кілометра відкритих розробок Юпітер, який включатиме кар’єри Даблджей (має поглинути згадані вище Дженні та Джоанна), Хеффернанс (Heffernans) та Ганімед. Максимальна глибина розробки тут планувалась у 220 метрів;
- підземний рудник на  Трансвааль з максимальною глибиною розробки 280 метрів.
Як і наприкінці XX століття, копальня отримала власну фабрику з вилучення золота, тепер пропускною здатністю 2,5 (за іншими даними – 2,9) млн тонн руди на рік. Енергетичні потреби копальні забезпечує власна електростанція, що споживає природний газ, поданий по відгалуженню від трубопроводу Eastern Goldfields Pipeline.
Запаси проект оцінили у 18,6 млн тонн руди та 37 тонн золота (з них 3,8 млн тонн руди та 17 тонн золота на Вестралія та 14,8 млн тонн руди та 20 тонн золота на Юпітері). Плановий терміном відпрацювання запасів визначили у 8 років, проте він міг бути подовженим, оскільки поклади мали поширення у глибину. Запаси Трансваалю оцінювались лише у 0,5 млн тонн руди та біля 2 тонн золота.
В 2020/2021 та 2021/2022 фінансових роках з Маунт-Морган сукупно отримали 6,2 тонни золота, а в другому півріччі 2022 року видобули 1 тонну золота. Навесні 2023-го копальню в черговий раз зупинили, а Dacian Gold Limited була придбана компанією Genesis Minerals Limited, що вже мала у регіоні чимало інших рудників.